# Pesca en España

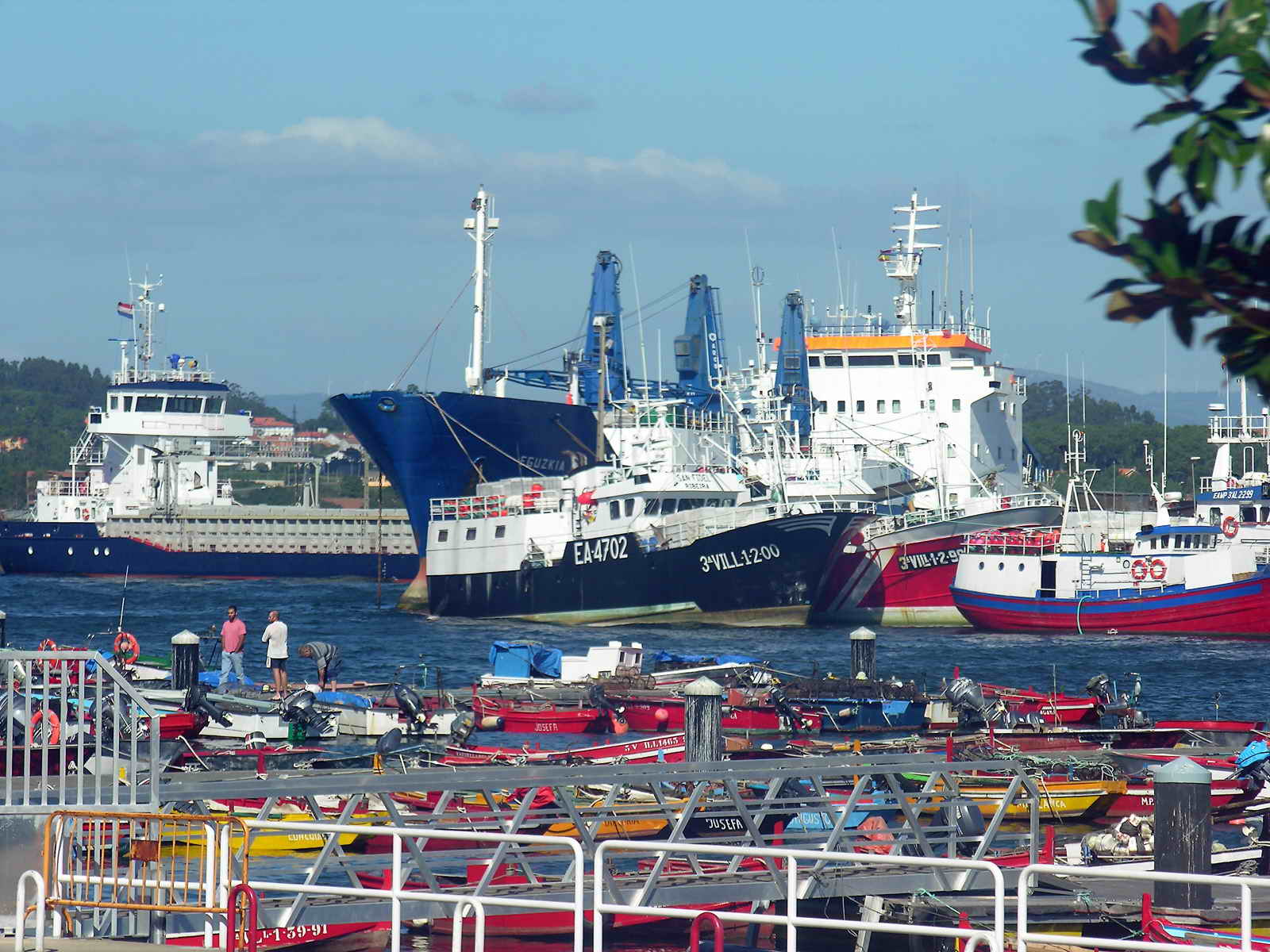
Flota pesquera en Riveira, Galicia.

España, un país eminentemente marítimo que cuenta con una prolongada plataforma continental que discurre a lo largo de toda la periferia del litoral español. Dicha plataforma, aunque estrecha, ya que el talud se encuentra a distancia de tierra, es muy rica en recursos pesqueros.
La explotación de estos recursos marinos tiene una gran tradición en España. Ya en la Edad Media y la Edad Moderna, el comercio de sardinas, bacalao y boquerones en salazón, bonito en escabeche etc. estableció redes de conexión entre los puertos gallegos, cantábricos, suratlánticos o del levante, y las ciudades del interior.
Las aguas nacionales, definidas como las que discurren desde la costa hasta la línea exterior de 200 millas náuticas, que delimita la Zona Económica Exclusiva (ZEE), constituyen el Caladero Nacional. En el Caladero Nacional faena la mayor parte de la flota pesquera española en cuatro zonas pesqueras diferenciadas: Cantábrico-Noroeste, Golfo de Cádiz, Canarias y Mediterráneo. Se trata de flota de bajura, cuyos buques se encuentran en censos que les posibilita faenar en zonas determinadas del Caladero y con artes o aparejos específicos, si bien existe un elevado número de unidades pesqueras de carácter artesanal.
La elevada demanda de productos pesqueros puso de manifiesto la insuficiencia de la producción pesquera del caladero nacional y propició el desarrollo de pesquerías en aguas exteriores y caladeros lejanos.
El Tratado de la Unión Europea establece que la pesca constituye una de las políticas comunes y que, por lo tanto, la Unión tiene competencia exclusiva en la materia. Las comunidades autónomas tienen competencia sobre la pesca que se realiza en aguas interiores, el marisqueo y la acuicultura, y en materia de ordenación del sector pesquero y de comercialización de los productos pesqueros, en desarrollo y ejecución del marco unitario. Este marco viene determinado por la Ley 3/2001, de 26 de marzo, Ley de Pesca Marítima del Estado.

## La actividad pesquera
Dentro de las políticas desarrollistas de las décadas del 1950 al 1970, España se puso como meta conseguir ser una potencia mundial en la obtención de recursos marítimos (Uxio Labarta, 1985, y otros). La flota española conseguía grandes capturas en unos caladeros considerados libres, aunque para ello los pescadores tuvieran que alejarse mucho de su plataforma continental y faenar en aguas jurisdiccionales de otros países.
La pesca ha mantenido su importancia en España hasta la actualidad. Hasta los años 1980 los barcos españoles faenaban en caladeros de todo el mundo, apoyados en una flota de barcos congeladores. De esta forma se proporcionaba pescado a los mercados a unos precios relativamente bajos. Esto continuó así hasta que las naciones que veían como eran esquilmados sus recursos pesqueros sin ninguna compensación decidieron, en la Conferencia del Mar auspiciada por la ONU (Oya, 1995; Salvá, 1990) aumentar sus aguas territoriales hasta las 200 millas náuticas.

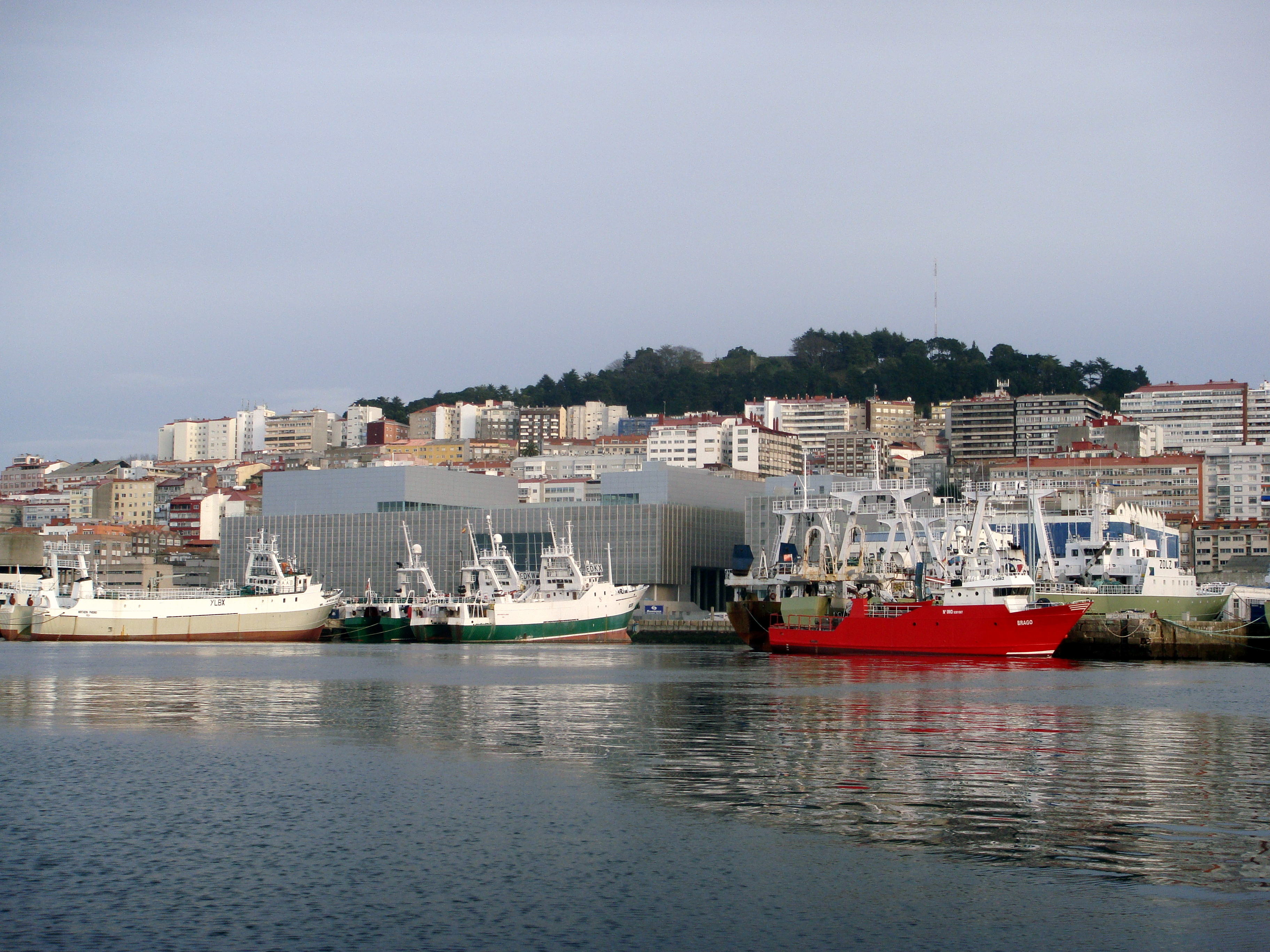
Buques arrastreros amarrados en el Puerto de Vigo.

A partir de entonces a España no le quedó otro remedio que negociar con los distintos países, acuerdos convenientes para las dos partes si quería seguir pescando en esas aguas. Estas negociaciones continúan en la actualidad con diversos países fuera del ámbito de la UE, puesto que en el ámbito interno de la UE es la Comisión Europea la encargada de negociar las cuotas de pesca y los caladeros para todos los países que la integran, al entrar la pesca dentro de la política común. Al mismo tiempo la UE puede decretar vedas en determinados caladeros o restricciones pesqueras sobre algunas especies en peligro de sobreexplotación, como ha ocurrido con el boquerón en el Cantábrico, vedado durante algunos años para lograr su recuperación.
De todas formas, aún con los acuerdos que España ha conseguido con diferentes países el acuerdo de las 200 millas se saldó con: la pérdida de caladeros (por ejemplo, Noruega, Boston, Terranova, etc.); la desaparición de algunas pesquerías (como la del bacalao); programas de eliminación de grandes barcos; la constitución de innumerables empresas mixtas (muchos pescadores españoles trabajan bajo pabellón inglés, argentino, namibio, etc.), y la existencia de una flota con un carácter itinerante, que si no puede pescar en un caladero se marcha a otro que esté abierto.
Los barcos españoles faenan a lo largo de todo el mundo, tanto en el Atlántico (Marruecos, Mauritania, Guinea-Bissau, Guinea-Conakry, Angola) como en el Pacífico oriental, aguas árticas y más recientemente en el Índico (Madagascar, Seychelles, Comores, Mauricio.

## El consumo de pescado en España
El consumo de pescado se sitúa cerca de los 40 kg por persona al año (FAO, 1998). España es el país del mundo donde más alimentos de origen marino consumen sus habitantes, seguido de Japón, Noruega y Portugal, aunque las riquezas pesqueras de su plataforma continental están muy disminuidas debido a la sobrepesca. La acuicultura no cubre más que una pequeña parte de la producción total, aunque también es de notar que cada vez esa parte va siendo mayor. 
Para abastecer los mercados el sector pesquero ha diversificado su área de trabajo, desembarcando en los puertos pescado fresco procedente de otros mares, ya sean de aguas internacionales o aguas jurisdiccionales de otros países con los cuales se ha llegado antes a un acuerdo de pesca:
- Pescado fresco o congelado del box irlandés, el Gran Sol, el banco canario-sahariano, etc. (algo que se ha hecho posible gracias a los modernos sistemas de refrigeración a bordo).
- Pescado y marisco congelado del África Austral, del golfo de Guinea, etc.
- Importación de algunos productos.
- Importación de pescado capturado y transformado por empresas españolas o mixtas radicadas fuera de la UE (en Argentina, Chile, Namibia,etc).
- La compra de animales vivos para su recría en algunas áreas del litoral (práctica extendida en el marisco).

Actualmente se puede disponer de pescado, crustáceos y moluscos en buen estado procedentes de cualquier parte del mundo.

### La producción pesquera
En 1980, la producción pesquera de España ascendía a 1,15 millones de toneladas, distribuidas en un 75% de peces, un 20% de moluscos y un 5% de otras especies (MAPA, 1981) y en 2013 de un millón de toneladas, con un valor de primera venta de 2 165 millones de euros.
Dentro de las diferentes especies que se pescan podemos destacar los jureles, caballas, sardinas, boquerones, etc., el atún en sus diferentes variedades y merluza, gallo, rape, abadejo, etc. El mejillón cultivado en bateas supone la mayoría de la producción de moluscos. La comercialización de las especies marisqueras (almejas, coquinas, berberechos, etc.), recolectados en el litoral, se hace fundamentalmente en Galicia. También allí se localizan casi la totalidad de las plataformas mejilloneras existentes. Dentro de los crustáceos destaca la pesca en aguas comunitarias de cigalas y de gambas en el litoral levantino y andaluz, así como en el caladero del norte de África.
Los principales puertos de descarga de las capturas son los gallegos de Vigo y La Coruña seguidos por los de bahía de Cádiz, Pasajes, Avilés, Santander y Gijón.
La flota pesquera en España en 2013
| Número de buques | Total GT (Arqueo ) | Total kW (Potencia ) | Total tripulantes embarcados |
| 9.871            | 372.617            | 1.151.538            | 33.129                       |

Principales cifras de la pesca marítima y acuicultura en 2013
| Grupo de especies | Pesca marítima (fresco y congelado) | Pesca marítima (fresco y congelado) | Acuicultura (Marina y continental    | Acuicultura (Marina y continental             | Acuicultura (Marina y continental |
| Grupo de especies | Peso vivo (t.)                      | Valor (miles de €)                  | Engorde a talla comercial. Peso (t.) | Engorde a talla comercial. Valor (Miles de €) |                                   |
| Peces             | 928.670                             | 1.785.960                           | 61.263                               | 333.334                                       |                                   |
| Crustáceos        | 11.044                              | 140.883                             | 70                                   | 255                                           |                                   |
| Moluscos          | 70.913                              | 236.174                             | 164.976                              | 97.539                                        |                                   |
| Otros             | 589                                 | 1.909                               | 1,9                                  | 759                                           |                                   |
| Total             | 1.012.433                           | 2.165.319                           | 226.311                              | 431.887                                       |                                   |

Puede acceder a datos más actuales en la página del Ministerio de Agricultura, Alimentación y Medio Ambiente.
Por su parte la industria de elaboración produjo ese mismo año, 2013, 850.912 toneladas de producto transformado por un valor de 3.884 millones de euros.
Estos datos pueden complementarse con los del comercio exterior, con importaciones de 1.477.707 toneladas (4.814 millones de euros) y exportaciones de 959.542 toneladas (2.908 millones de euros) en 2013. Donde el mercado comunitario (UE) representa un quinto de las transacciones, aproximadamente.

## Las Reservas Marinas de España
Las reservas marinas constituyen una medida específica que contribuye a lograr una explotación sostenida de los recursos de interés pesquero, estableciendo medidas de protección específicas en áreas delimitadas de los caladeros tradicionales. Estas áreas, en cuya selección se tiene en cuenta su estado de conservación, deberán reunir determinadas características que permitan la mejora de las condiciones de reproducción de las especies de interés pesquero y la supervivencia de sus formas juveniles.
El efecto de una reserva marina se manifiesta por una recuperación significativa de los caladeros en los que está inserta por efecto de la dispersión de las especies cuya reproducción se ha protegido en la misma.
En España existen las siguientes Reservas Marinas:
- Cabo de Gata - Níjar
- Cabo de Palos e Islas Hormigas
- Cala Ratjada
- Isla de Alborán
- Islas Columbretes
- Isla Graciosa e islotes del Norte de Lanzarote
- Isla de Tabarca
- Isla de la Palma
- La Restinga - Mar de las Calmas
- Masía Blanca
- Os Miñarzos
- Ría de Cedeira

De éstas, 5 son de gestión exclusiva del Estado (Masía Blanca, Columbretes, Cabo de Gata-Níjar, Isla de Alborán e Isla de La Palma) y 4 son de gestión compartida (Isla de Tabarca, Cabo de Palos-Islas Hormigas, Isla Graciosa y Punta de La Restinga-Mar de Las Calmas) En cuanto a las reservas marinas de Os Miñarzos y Ría de Cedeira son competencia de la comunidad autónoma de Galicia.